# Ilija Mirčev
Ilija Mirčev (en bulgare : Илия Георгиев Мирчев), né le 1er février 1934, à Sofia, en Bulgarie, est un ancien joueur bulgare de basket-ball.

## Palmarès
- Finaliste du championnat d'Europe 1957
- 3e du championnat d'Europe 1961